# Jomiuri Sinbun

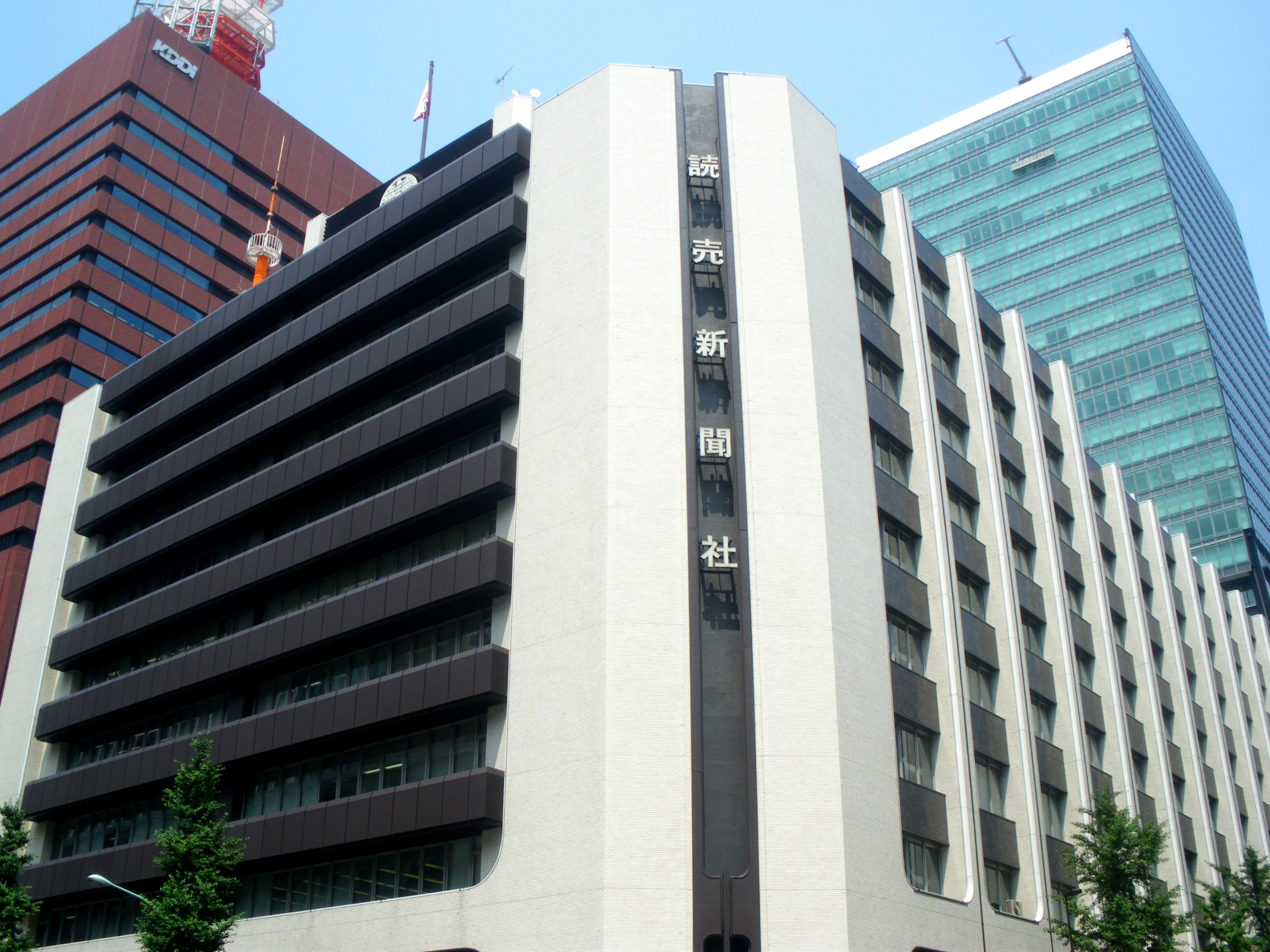
A Jomiuri régi főszerkesztősége Tokióban (ezt az épületet már lerombolták)

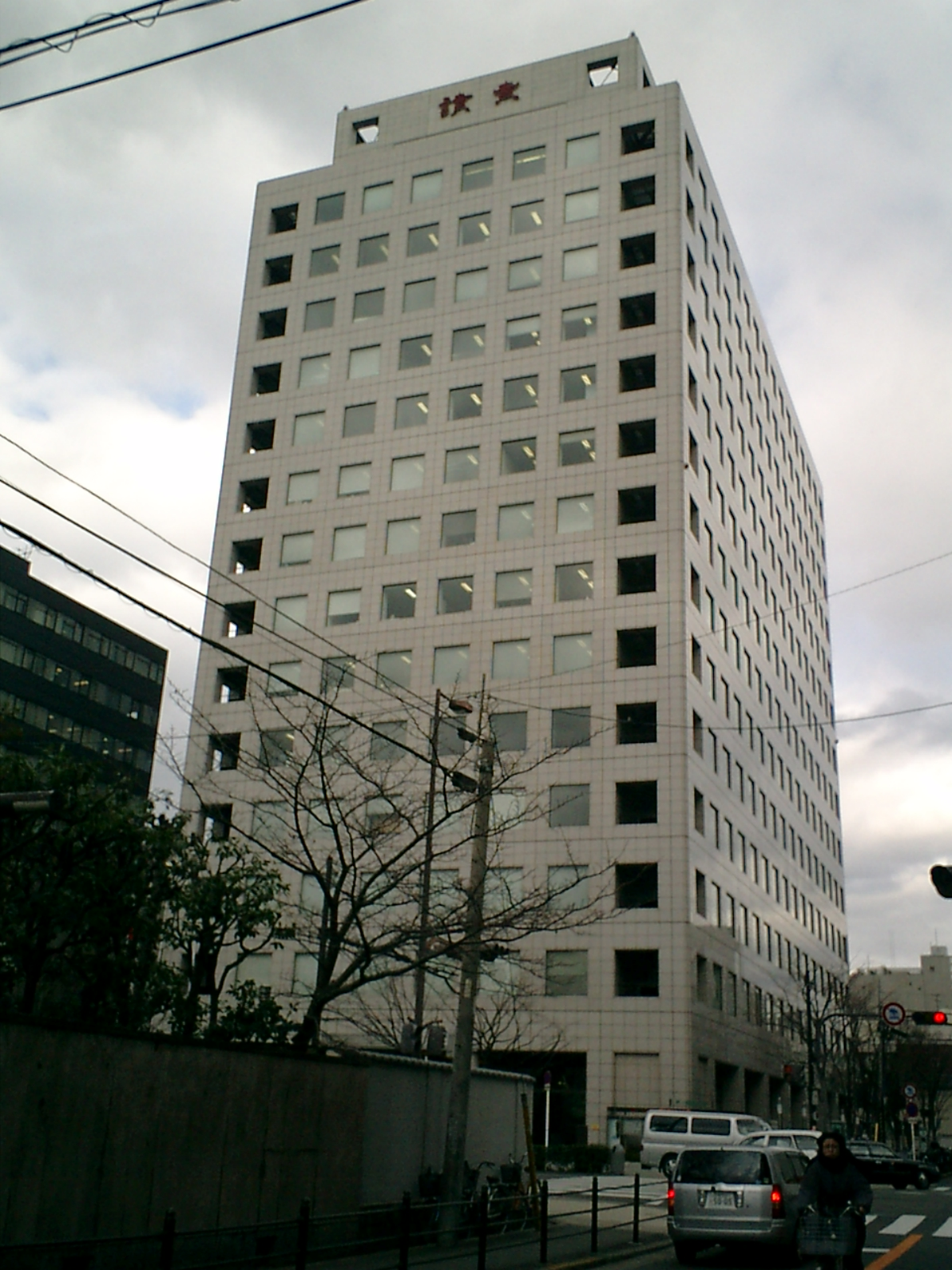
A Jomiuri Sinbun oszakai szerkesztősége

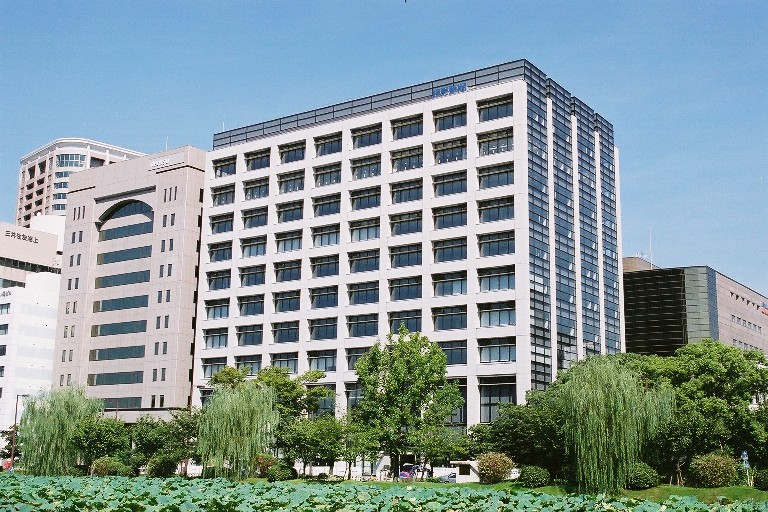
A Jomiuri Sinbun fukuokai szerkesztősége

A  Jomiuri Sinbun (-読売新聞-; Hepburn: Yomiuri Shinbun) egy japán újság, amelyet Tokióban, Oszakában, Fukoukában és Japán más nagyobb városaiban jelentetnek meg. Az újság része a Yomiuri csoportnak, amely Japán legnagyobb média konglomerátuma. Ez egyik az öt nemzeti újságnak Japánban, a másik négy a következők: Aszahi Sinbun, Mainicsi Sinbun, Nihon Keizai Sinbun és a Szankei Sinbun. A Jomiuri központja Tokióban van, Csijodában, azon belül is Otemacsiban.
1874-ben alapították a Jomiuri Sinbunt, és mára a legnagyobb példányszámban eladott újság a világon, amelynek a reggeli és az esti megjelenések eladásai elérték a 14 323 781 darabot 2002 januárjában. 2010-ben a napilap az első számú helyen állt a világ legtöbbet eladott újságjainak listáján 10 021 000 darabbal. Az újságot kétszer nyomják egy nap (reggel és este), és több különböző helyi kiadása is van.
A Jomiuri Sinbun egy díjat is alapított 1948-ban amelyet Jomiuri Díjnak hívnak. Olyan díjazottjaik vannak, mint Jukio Munisima és Murakami Haruki.

## Politikai megítélés
A Jomiuri Sinbun konzervatív, amit néha közép-jobboldali újságnak vélnek.
A Jomiuri 2011-ben a következőt közölte le az egyik vezércikkében: „Nincsen írott anyag, amely alátámasztaná a kormány és a katonai hatóságok erőszakos és módszeres toborzását a kéjhölgyeknek, amelyet felfedeztek.”  Ennek fényében az Ázsiai Nők Alapítványát hozták létre meg, hogy kompenzálja a háborús visszaéléseket, amelyek a félreértelmezett történelmen alapulnak. A The New York Times előzőleg egy hasonló kijelentést tett: „ A nemzet (Japán) legnagyobb napilapja a Jomiuri Sinbun felülvizsgálta a kéjhölgyek vitáját, amely a háború előtti időszakban már jelen volt.  Újabban a Jomiuri szerkesztősége szemben áll a DPJ kormánnyal és a nukleáris leszerelést nem járható útként jellemezte.

## Egyéb kiadványok és vállalkozások
A Jomiuri szintén kiadja a The Japan News-t, melyet régebben Daily Jomiurinak hívnak. Ez Japán legnagyobb angol nyelvű újsága. Szintén kiadja a Hocsi Sinbunt, amely egy sport specifikus napilap, úgy mint heti és havi magazinokat illetve könyveket. A Jomiuri Sinbun tulajdonában van továbbá a Csukoron-Sinsa kiadó vállalat, amelyet 1999-ben jegyeztek be és a Nippon Television hálózat is. Tagja az Asia News Networknek. Az újság ténylegesen a pénzügyi támogatója a Jomiuri Giantsnak, amely Japán egyik legnagyobb baseball csapata. Szintén szponzorálják még az évente átadott Japán Fantazy Novella Kitüntetést, és a Fifa Club World Cup-ot is minden alkalommal, amióta japánban tartották 2006 óta.

## Története
A Jomiurit 1874-ben indította a Nissusa újság vállalat, mint egy  napilapot. Az 1880-as és az 1890-es években  az újság ismertté vált arról, hogy irodalmi munkákat közöl le rendszeresen olyan íróktól, mint például Ozaki Kojo.
1924-ben Soriki Macutaro átvette a cég vezetését. Az ő innovációs lépései növelték az eladási statisztikákat, egész oldalas rádió program ajánlót vezetett be, és megalapította Japán első professzionális baseballcsapatát, amit ma Jomiuri Giantsnek ismerünk.
Az újság hangsúlya áttevődött Tokió, és Tokió környéki olvasók igényeinek kielégítésére. 1941-re a legnagyobb forgalmú napilap lett Tokió prefektúrában. 1942-ben a háborús körülmények miatt ismét egyesült a Hocsi Sinbunnal és Jomiuri-Hocsi néven vált ismertté.
A Jomiuri történelme folyamán támogatta, és promotálta a nukleáris energiát Japánon belül. Az 1950-es években Macutaro Sohoriki, a Jomiuri feje egyetértett azzal, hogy a CIA használhassa az újság hasábjait a Japánon belüli nukleáris energia támogatására. 2011 májusában amikor a japán miniszterelnök Naoto Kan a csubui elektromos művek és a hamaokai atomerőműveinek leállítását előterjesztette , biztonsági okokra hivatkozva Jomiuri kritikával válaszolt, és „meggondolatlan” lépésnek nevezte, mellyel nehéz helyzetbe hozzák a részvényeseket. Azt írták Kannak komolyan át kellene gondolnia a felvetését. Ezt követte egy cikk, amelyben részletesen írtak arról milyen veszélyes is volt Hamaoka, és Kan előterjesztését bírálta. „ A politikai ítélőképesség túlment a technikai érdemességen”. A következő napon kárt véltek felfedezni a kondenzátorban lévő csöveken miután tengervíz szivárgott a reaktorban.

## Elhelyezkedés
- Tokói központ

1-7-1, Otemachi, Csijoda, Tokió, Japán
- Oszakai központ

5-9, Nozakicso, Kita-ku, Oszaka, Japán
- Nyugati központ

1-16-5, Akaszaka, Csuu-ku, Fukouka, Japán

## A Jomiuri csoport
A Jomiurinak több konglomerátuma is van, melyek a következők:
- Jomiuri Giants
- Nippon Television
- Jomiuri Telecasting Corporation
- Chuokoron-Shinsha|Chuokoron-Shinsha, Inc.
- Jomiuri Land, vidámpark
- Jomiuri Advertising Agency

## Fordítás
Ez a szócikk részben vagy egészben  a   Yomiuri_Shimbun című angol Wikipédia-szócikk ezen változatának fordításán alapul.  Az eredeti cikk szerkesztőit annak laptörténete sorolja fel. Ez a jelzés csupán a megfogalmazás eredetét és a szerzői jogokat jelzi, nem szolgál a cikkben szereplő információk forrásmegjelöléseként.